# Yoshiaki Kawajiri
Yoshiaki Kawajiri (川尻善昭 Kawajiri Yoshiaki?) (18 de noviembre de 1950, Yokohama, Kanagawa, Japón), es un guionista y director de anime. Creador de películas como Wicked City, Ninja Scroll y Vampire Hunter D: Bloodlust.

## Biografía
Kawajiri nació el 18 de noviembre de 1950 y creció en Yokohama, en la prefectura de Kanagawa, Japón. Después de graduarse en la secundaria de Yokohama en 1968, trabajó unos cuantos años como animador en Mushi Production Animation hasta que fue cerrada en 1972. Él entonces se unió a Madhouse Studio y en la década de los 70 fue promovido a director de animación, donde por último debutó como director de cine en 1984 en SF Shinseiki Lensman junto al más experimentado Kazuyuki Hirokawa.

## Estilo
Kawajiri utiliza en sus dibujos un estilo un tanto refinado y estilizado. Interesado en la animación oscura, empezó a dirigir el segmento The Running Man para la película ómnibus Meikyū Monogatari y al terminarla fue llamado a crear un corto de 35 minutos basado en una novela de Hideyuki Kikuchi bajo el nombre de Yōjū Toshi (Wicked city). Sin embargo después de completarlo, sus productores estuvieron tan impresionados que le pidieron que le diera mayor longitud. Kawajiri disfrutó tanto el estilo oscuro que estuvo de acuerdo, y completó la película entera en menos de un año. Yōjū Toshi fue realmente la primera película en la que se involucró desde su concepción hasta la realización y la que le disparó la fama por todo lo alto gracias a las buenas críticas que obtuvo, dándole mayor libertad para realizar su propia película basada en el Japón feudal. Es ahí donde nace en 1993 Ninja Scroll en homenaje al héroe del folclore japonés Yagyū Jūbei Mitsuyoshi.
Después de que en 1996 Ninja Scroll llegara a occidente con gran aceptación, le dio a Kawajiri reconocimiento a nivel mundial y por eso fue invitado en el 2002 a formar parte en el Programa Animatrix en el episodio 6 como un homenaje a uno de los directores y animadores más grandes que tiene Japón.